# Nierówności dochodowe w Stanach Zjednoczonych

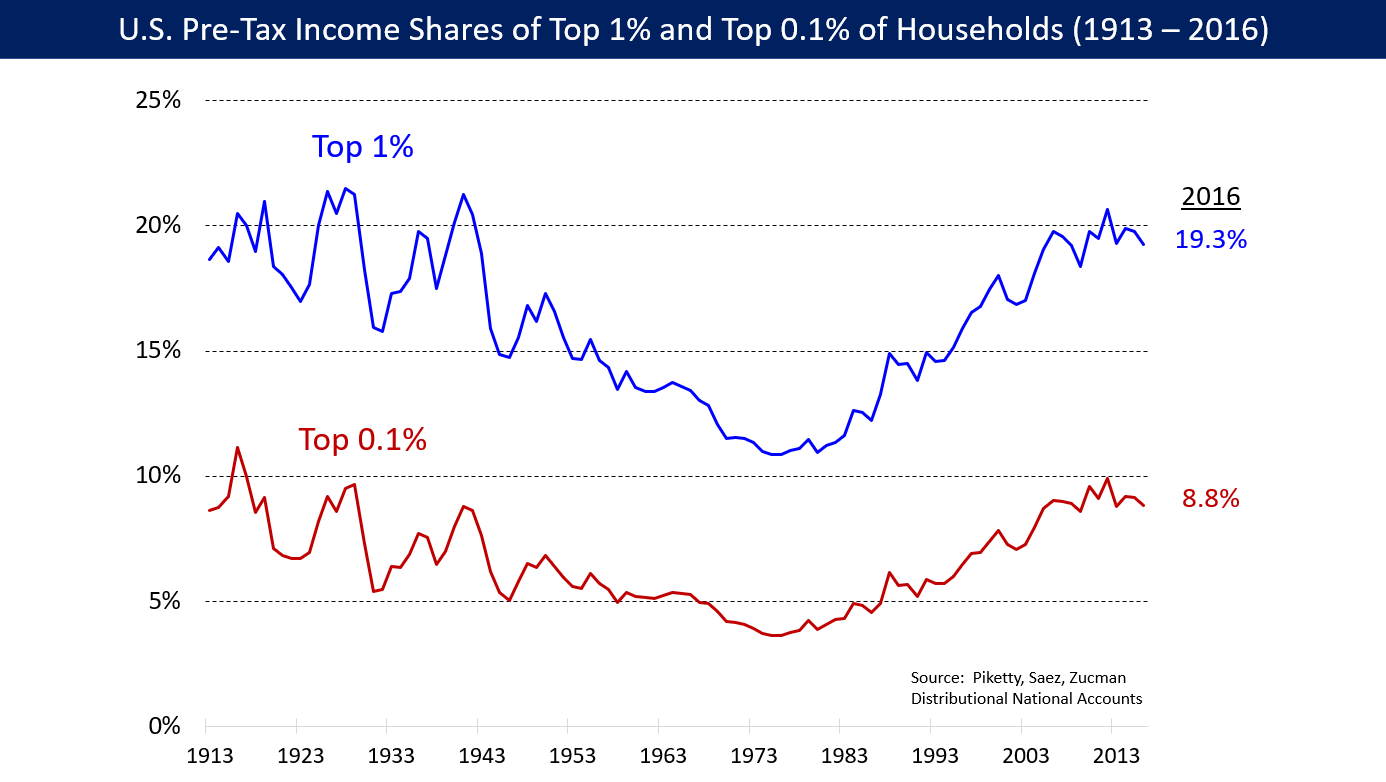
Procent dochodów (przed opodatkowaniem) gospodarstw domowych w USA przypadający na najlepiej zarabiające 1% i 0,1% w latach 1913–2016

Nierówności dochodowe w Stanach Zjednoczonych – zagadnienia dotyczące różnic w dochodach w obrębie Stanów Zjednoczonych. Badania prowadzone przez Departament Handlu Stanów Zjednoczonych, CBO i Internal Revenue Service pokazują, że różnice te powiększyły się wyraźnie od lat 70. XX wieku, po kilku dekadach stabilności.
Badania przeprowadzone przez CBO w 2011 pokazały, że dochody netto 1% najwięcej zarabiających gospodarstw wzrosły o około 275% pomiędzy 1979 i 2007 (później nieznacznie zmalały w wyniku kryzysu finansowego od 2007), podczas gdy dochody średnio zarabiających wzrosły o niecałe 40%. Dochody najmniej zarabiających 80% Amerykanów stanowią teraz mniej niż połowę wszystkich dochodów. Dochody 400 najwięcej zarabiających Amerykanów wzrosły między 1992 a 2007 średnio o 392%, a płacone przez nich podatki zmalały średnio o 37%. W 2006 roku wskaźnik nierówności społecznej w Stanach Zjednoczonych osiągnął wartość 45, wyższą niż w jakimkolwiek kraju Europy, wyższą również niż w Rosji (42) i Chinach (41,5).

## Historia
Nierówności dochodowe w USA ulegały dużym zmianom w historii tego kraju. Paul Krugman, laureat Nagrody Nobla z ekonomii, napisał, że w okresie bezpośrednio po wojnie secesyjnej (wiek pozłacany) były one bardzo wysokie, później stopniowo malały, aby urosnąć znów na początku XX wieku. W 1915, gdy przemysł w USA był zdominowany przez Rockefellerów i Carnegie, dochody najbogatszych 1% Amerykanów stanowiły około 18% całego dochodu w państwie. Obecnie stanowią około 24%.
Po wielkim kryzysie w latach 1929–1933, wprowadzono w USA w 1937 program reform pod nazwą New Deal, który wzmocnił związki zawodowe i wprowadził silny interwencjonizm państwowy. II wojna światowa dodatkowo sprawiła, że dochody najuboższych wzrosły, a najbogatszych zmalały. Przez kolejne trzy dekady utrzymywał się stosunkowo niski poziom nierówności. Przyczynami tego były między innymi wysokie płace minimalne i poparcie społeczne dla regulowania płac przez państwo. Dodatkowo wspierał to brak konkurencji ze strony firm zagranicznych, restrykcyjna polityka imigracyjna i silne związki zawodowe, do których należała ponad jedna trzecia pracowników.
Od początku lat 80. XX wieku nierówności w dochodach zaczęły stopniowo rosnąć. Poza krótkimi okresami kryzysów w latach 1990–1991 i 2001–02, różnice pomiędzy zarobkami najbogatszych i najbiedniejszych z roku na rok się powiększały. W szczególności zyski kapitałowe (z lokat i inwestycji) rosły w tym okresie wyraźnie szybciej, niż zyski z pracy. Według Josepha Stiglitza latach 2009–2012 95% zysków w Stanach Zjednoczonych trafiło do 1% ludności.

## Porównanie z innymi krajami
W raportach przygotowanych przez ONZ, CIA The World Factbook i OECD do porównywania nierówności dochodowych użyto współczynnika Giniego. We wszystkich tych raportach Stany Zjednoczone uzyskały jeden z najwyższych wyników (oznaczający największą nierówność) wśród krajów rozwiniętych, porównywalny z wynikami uzyskiwanymi przez kraje takie jak Urugwaj, Nikaragua i Wenezuela.
| Źródło             | Współczynnik Giniego | Zakres wyników          | Zakres wyników         | Miejsce zajmowane przez USA | Lata         |
| Źródło             | Współczynnik Giniego | najmniejsze nierówności | największe nierówności | Miejsce zajmowane przez USA | Lata         |
| ------------------ | -------------------- | ----------------------- | ---------------------- | --------------------------- | ------------ |
| ONZ                | 40                   | 24,7 (Dania)            | 74,3 (Namibia)         | 32 na 39 miejsc             | 2007         |
| The World Factbook | 45                   | 23,0 (Szwecja)          | 70,7 (Namibia)         | 100 na 140 miejsc           | 1994–2009    |
| OECD               | 37,8                 | 23,6 (Słowenia)         | 49,4 (Chile)           | 31 na 34 (w OECD)           | (przed 2010) |

## Przyczyny powstawania nierówności

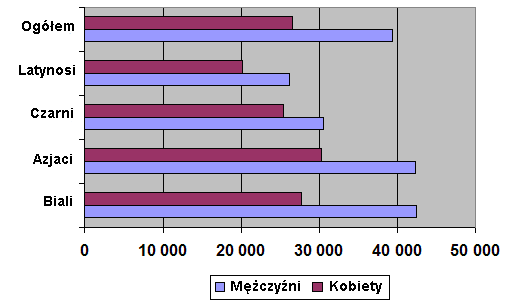
Mediana dochodów w zależności od płci i pochodzenia w 2005 w USA

Różnice w dochodach mogą wynikać z wielu możliwych przyczyn: wykształcenia, pochodzenia etnicznego, płci, miejsca zamieszkania, posiadanego majątku, wymiaru pracy itp. Poniższa tabela pokazuje wpływ różnych czynników na medianę dochodów, porównując medianę w zależności od wprowadzonego podziału z medianą wszystkich dochodów, wynosząca 35 381 dolarów rocznie (2008 rok).
| Podział                     | Podział           | Przeciętne dochody ($) | Od przeciętnych w kraju |
| --------------------------- | ----------------- | ---------------------- | ----------------------- |
| Płeć                        | Kobiety           | 29 273                 | –17,3%                  |
| Płeć                        | Mężczyźni         | 41 398                 | +17,0%                  |
| Rasa i pochodzenie etniczne | Latynosi          | 25 332                 | –28,4%                  |
| Rasa i pochodzenie etniczne | Czarni            | 30 019                 | –15,2%                  |
| Rasa i pochodzenie etniczne | Biali             | 35 985                 | +1,7%                   |
| Rasa i pochodzenie etniczne | Azjaci            | 40 922                 | +15,6%                  |
| Poziom wykształcenia        | Mniej niż 9 klasa | 18 180                 | –48,6%                  |
| Poziom wykształcenia        | Szkoła średnia    | 27 963                 | –21,0%                  |
| Poziom wykształcenia        | Licencjat         | 48 097                 | +35,9%                  |
| Poziom wykształcenia        | Magisterium       | 58 522                 | +65,4%                  |
| Poziom wykształcenia        | Doktorat          | 80 776                 | +128,2%                 |

Gdy powyższe przyczyny nakładają się na siebie, nierówności mogą być jeszcze większe. Przykładowo mediana dochodów latynoskich kobiet bez wykształcenia wynosiła 13 662 $ (–61,4% w stosunku do przeciętnych dochodów), podczas gdy dla białych mężczyzn posiadających tytuły doktorskie wynosiła 97 405 $ (+175,3% w stosunku do przeciętnych dochodów).

## Wzrost nierówności od lat 80. XX wieku

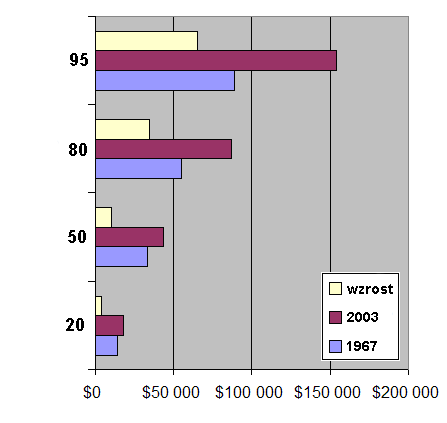
Dochody gospodarstw domowych i ich zmiana między 1967 a 2003 w wybranych percentylach

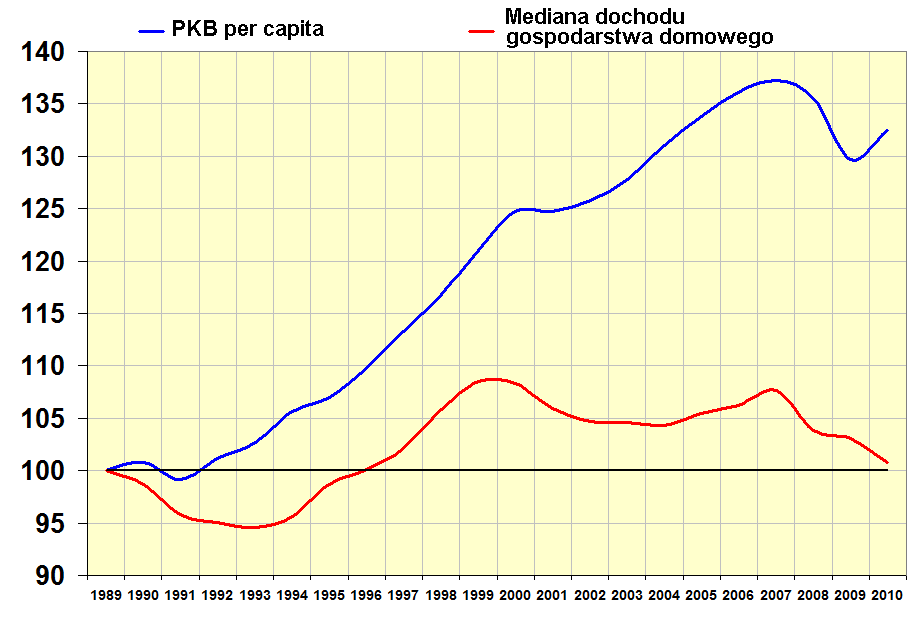
Zmiana PKB per capita (niebieska linia) i przeciętnych dochodów w USA (czerwona linia) od 1989 pokazuje, że 30% wzrost gospodarczy nie zmienił istotnie przeciętnych dochodów (czyli dotyczył prawie wyłącznie bogatszej połowy społeczeństwa)

Od lat 80. XX wieku różnica w dochodach pomiędzy bogatymi a biedniejszymi Amerykanami stopniowo rośnie. Poniższa tabela przedstawia zmiany w rocznych dochodach poszczególnych grup w Stanach Zjednoczonych między 1967 a 2003 rokiem.
| Percentyl 20                                    | $14 002 | $17 984  | 28,4% |
| Mediana (Percentyl 50)                          | $33 338 | $43 318  | 29,9% |
| Percentyl 80                                    | $55 265 | $86 867  | 62,6% |
| Percentyl 95                                    | $88 678 | $154 120 | 73,8% |
| Źródło: U.S. Census Bureau, 2004 (strony 44/45) |         |          |       |

### Przyczyny
Przyczyny wzrostu nierówności od lat 80. XX wieku nie są dokładnie wyjaśnione, ale nie dają się sprowadzić do wymienionych wyżej podstawowych przyczyn. Różnice w zarobkach pomiędzy kobietami a mężczyznami zmniejszyły się wyraźnie. W 1970 roku mediana zarobków mężczyzn była o 200% wyższa niż kobiet. Obecnie jest o około 40% wyższa. Różnice w zarobkach pomiędzy ludźmi różnego pochodzenia etnicznego i rasowego zmniejszyły się o około 3%. Różnice wynikające z wykształcenia również zmalały. W 1991 mediana dochodów ludzi z wyższym wykształceniem była o ponad 300% wyższa niż ludzi bez wykształcenia, obecnie jest o 220% wyższa. Nieznacznie wzrosło jedynie znaczenie tytułów doktorskich. W 1991 mediana zarobków doktorów była wyższa o 118% wyższa od ogólnej, obecnie jest o 128% wyższa.

#### Przyczyny technologiczne
Do pierwszych lat XXI wieku najpopularniejszym wytłumaczeniem rosnących nierówności było odwoływanie się do zmian technologicznych, które drastycznie zwiększyły produktywność ludzi posiadających wysokie umiejętności, jednocześnie zwiększając ich dochody. Inne czynniki, takie jak zwiększenie handlu międzynarodowego, zmniejszenie płacy minimalnej, zmniejszenie znaczenia związków zawodowych i zwiększona imigracja, uznawano za mniej istotne.
Ta zmiana nie daje się bezpośrednio przełożyć na poziom wykształcenia. Wśród zarabiających powyżej 100 000 dolarów około 33% nie ukończyło wyższych studiów. Od 2000 do 2010 dochody ludzi posiadających tytuły doktorskie wzrosły o około 5% w stosunku do inflacji, natomiast dochody ludzi posiadających tytuły magistra spadły o 7%.
Wzrost znaczenia internetu w biznesie (od lat 90.), nie pokrywa się z czasem wzrostu nierówności (od lat 70., spowolnionego w latach 90.). Ponadto wiele wcześniejszych innowacji w XX wieku, takich jak elektryfikacja, silnik spalinowy, lotnictwo, radio, telewizja itp., wywierały na gospodarkę wpływ podobny jak komputery i internet, a nie wiązały się ze wzrostem nierówności.

#### Imigracja
W 1965 zmiana prawa umożliwiła intensywniejszy napływ imigrantów do USA, w szczególności z Europy. Do 2007 procent imigrantów wzrósł z 5% do 11%. Większość z nich miała gorsze wykształcenie i dochody niż przeciętni Amerykanie. Jednak to zwiększenie dostępności taniej siły roboczej wydaje się tylko nieznacznie wpływać na poziomy płac. Według szacunków, średnie dochody pracowników bez wykształcenia spadły pomiędzy 1980 a 2000 o około 7,4%. Zmiana w dochodach wyżej wykształconych Amerykanów była o wiele mniejsza.

#### Przyczyny polityczne i społeczne
Krytycy technologicznego wytłumaczenia wzrostu nierówności wskazują jako wytłumaczenie zmiany polityczne, które nastąpiły w ostatnich latach XX wieku. Argumentują, że spowodowały one stopniowy spadek znaczenia związków zawodowych, zmniejszenie wydatków na cele społeczne i mniejsze zainteresowanie rządu sprawami najuboższych.
Zmiany te były spowodowane powstaniem nowoczesnego i efektywnego systemu lobbingu, realizowanego przez dyrektorów korporacji i finansistów (łącznie stanowiących około 60% wśród 0,1% o najwyższych dochodach). Politolodzy Jacob Hacker i Paul Pierson w książce Winner-Take-All Politics opisują koniec lat 70. jako transformację amerykańskiej polityki, skupionej dotychczas na klasie średniej, w nową, bardziej efektywną i lepiej finansowaną politykę skupioną na interesach najbogatszych. Dyrektorzy korporacji stopniowo wyeliminowali ograniczenia i nadzór ze strony różnych instytucji, takich jak
Komisja Papierów Wartościowych, związki zawodowe czy walne zgromadzenia. Rynek finansowy przeforsował deregulacje prawne, umożliwiając inwestowanie w sposób bardziej dochodowy i bardziej ryzykowny. Gwarancje finansowe udzielane przez państwo umożliwiły prywatnym spółkom finansowym na ryzykowne spekulowanie dla prywatnego zysku, jednocześnie rozkładając ryzyko straty na wszystkich obywateli. Dodatkowo znacznie ograniczono podatki od dochodów kapitałowych i podatki dla najbogatszych.
Poza przyczynami politycznymi Paul Krugman wskazuje na zmianę w sposobie zarządzania korporacjami, która się dokonała w drugiej połowie XX wieku. W latach 50. i 60. dyrektor korporacji mógł wywalczyć wysoką płacę, jeśli potrafił odpowiednio dogadać się z zarządem. Ale do 2000 roku dyrektorzy dużych spółek podporządkowali sobie ich zarządy, a średnia roczna płaca 100 najlepiej opłacanych dyrektorów wzrosła z 1,3 miliona dolarów (39 razy średnia płaca), do 37,5 miliona dolarów (ponad 1000 razy średnia płaca).
Aby obalić argument, że wysokie dochody dyrektorów korporacji wynikają z wysokiego zapotrzebowania na bardzo rzadkie umiejętności i są proporcjonalne do osiągnięć, Krugman wskazuje, że dochody korporacji wynikają z wielu czynników, które są od dyrektora niezależne.
Ponadto płace są ustalane przez zarządy korporacji, które są w dużej części wybierane przez dyrektora, a specjaliści od płac, którzy są zatrudniani przez zarządy, starają się spełnić oczekiwania swoich pracodawców. Lucian Arye Bebchuk i Jesse M. Fried w książce Pay Without Performance krytykują zarobki dyrektorów, argumentując, że są one oparte wyłącznie na wizerunku i ograniczone jedynie przez „publiczne niezadowolenie”.

##### Partie polityczne i prezydenci
Politolog Larry Bartels znalazł silną korelację pomiędzy macierzystą partią aktualnego prezydenta i wzrostem nierówności w USA od 1948 do 2005. Średnio w okresie rządów prezydentów należących do Partii Demokratycznej najszybciej rosły dochody najuboższych, a najwolniej najbogatszych. W okresie rządów prezydentów z Partii Republikańskiej, najszybciej rosły dochody najbogatszych, a najwolniej najuboższych.

##### Malejące znaczenie związków zawodowych
Wzrost nierówności dochodowych zbiega się w czasie z wyraźnym zmniejszeniem liczebności związków zawodowych, z 20% w 1983 do około 12% w 2007. Tradycyjnie w ekonomii panowało przekonanie, że silne, ale nie powszechne, związki zawodowe zwiększają nierówności dochodowe. Ma to wynikać z tego, że ich głównym celem jest zwiększenie dochodów członków związku i z tego, że więcej zarabiający związkowcy mają większe wpływy, niż mniej zarabiający. Współczesne badania pokazują jednak, że sumaryczny wpływ związków zawodowych zmniejsza nierówności, ponieważ nacisk na wyrównywanie płac pomiędzy samymi związkowcami przeważa nad innymi czynnikami. Dodatkowo silne związki zawodowe mają wpływ na polityków, promując kontrolę rządu nad zasadami panującymi w sektorze prywatnym.

##### Podatki
Wpływ zmian podatkowych w ciągu ostatnich 30 lat na wzrost nierówności dochodowych jest tematem dyskusji. W badaniu przeprowadzonym w 2011 przez CBO oszacowano, że za około 12% wzrostu nierówności odpowiadają zmiany podatkowe. Timothy Noah zauważył, że zmiany podatkowe nie mogą być główną przyczyną wzrostu nierówności, ponieważ nierówności w dochodach brutto wzrosły jeszcze bardziej, niż nierówności w dochodach netto. Wielu ekonomistów, w tym Paul Krugman, podkreśla jednak rolę zmian podatkowych, takich jak cięcia podatkowe wprowadzone w latach 2001–2003 przez gabinet George’a W. Busha, które najbardziej zmniejszyły podatki dla najbogatszych.
Całkowity poziom opodatkowania najbardziej zmniejszył się dla tych, których dochody były największe. Poniższa tabela pokazuje spadek udziału wszystkich obciążeń podatkowych dla najbogatszych Amerykanów w kolejnych latach.
| Grupa             | 1960  | 1970  | 1980  | 1990  | 2000  | 2004  |
| ----------------- | ----- | ----- | ----- | ----- | ----- | ----- |
| Najbogatszy 0,1%  | 55,3% | 59,1% | 51,0% | 34,3% | 40,2% | 34,1% |
| Najbogatszy 0,01% | 71,4% | 74,6% | 59,3% | 35,4% | 40,8% | 34,7% |

### Opinie na temat wzrostu nierówności
Komentatorzy, ekonomiści i politycy nie są zgodni w kwestii rosnącej nierówności w USA i jej znaczenia. Większość ekonomistów określa ją jako „głęboko niepokojącą”, „niesprawiedliwą”, „stanowiącą zagrożenie dla demokracji i stabilności”, czy nawet „oznakę upadku USA”. Niepokój budzi ona nawet wśród zadeklarowanych (lub byłych) leseferystów, takich jak były prezes Rezerwy Federalnej Alan Greenspan, który powiedział, że „To nie jest rzecz, którą demokratyczne społeczeństwo – kapitalistyczne demokratyczne społeczeństwo – może zignorować”.
Inni uznają, że wzrost nie jest znaczący i że stanowi tylko pretekst do „retoryki walki klas”, która może prowadzić do rozwiązań „pogorszających jakość życia bogatszych jednostek”, że „ma wiele pozytywnych skutków i jest wynikiem prawidłowo działającej ekonomii”, że „wynika z różnic w edukacji”, „nie ma znaczenia”, oraz że „wzrost gospodarczy i równość szans są bardziej istotne”.

#### Opinia społeczna
Wzrost nierówności dochodowych wywołał w 2011 serię protestów pod wspólnym hasłem „We are the 99%”, odnoszącym się do niezadowolenia z koncentracji dochodów u 1% społeczeństwa.
Badania opinii publicznej pokazały, że Amerykanie nie są zwolennikami nierówności w większym stopniu niż obywatele innych krajów, ale że są nieświadomi aktualnego poziomu nierówności w swoim kraju. Dan Ariely i Michael Norton przeprowadzili w 2011 badanie, które pokazało, że mieszkańcy USA są w dużym stopniu nieświadomi panujących nierówności i są zwolennikami bardziej egalitarnego rozdziału majątku, niż aktualny.
Badania przeprowadzone przez Instytut Gallupa w grudniu 2011 pokazały, że maleje liczba Amerykanów uznających zmniejszenie nierówności dochodowych za bardzo ważne albo ważne. W 1998 52% badanych uznawało, że różnica pomiędzy bogatymi a biednymi jest „problemem wymagającym naprawy”, a 45% określało ją jako „akceptowalną część systemu ekonomicznego”. W 2011 te liczby były odwrotne: 45% uznawało, że wymaga ona naprawy, a 52% uznało ją za akceptowalną. Wyniki różniły się wyraźnie w zależności od popieranej partii. 71% Demokratów było zwolennikami naprawy. Badania przeprowadzone w styczniu 2012 pokazały jednak, że około 2/3 Amerykanów uważa, że istnieje „silny konflikt” pomiędzy bogatymi i biednymi w USA.

### Skutki polityczne i społeczne
Jednym z potencjalnych skutków pogłębiających się nierówności dochodowych może być wzrost liczby bankructw, gdy ludzie zadłużają się coraz bardziej starając się utrzymać swój dotychczasowy poziom życia. Elizabeth Warren i Amelia Warren Tyagi przeprowadziły badania, w których wykazały pięciokrotny wzrost częstotliwości bankructw gospodarstw domowych między 1980 a 2005. Bankructwa te nie wynikały z wydatków na luksusy, ale ze „wzrostu cen domów, wywołanego konkurencją o miejsca w dzielnicach z lepszymi szkołami”. Koncentracja kapitału może powodować koncentrację najlepszej edukacji w małej liczbie coraz droższych szkół, o dostęp do których konkuruje klasa średnia.
Przeciwne podejście pokazuje między innymi David Brooks. Zauważa on, że „rosnące dochody najbogatszego 1% są problemem, ale niewielkim w porównaniu z tym, że dziesiątki milionów Amerykanów nie kończą szkoły. Niewielkim w porównaniu z tym, że 40% dzieci rodzi się ze związków pozamałżeńskich. Niewielkim w porównaniu ze stagnacją społeczeństwa, malejącą mobilnością społeczną i dezorganizacją tkanki społecznej u dolnych 50%”.

#### Równość i równe szanse
Konserwatyści i libertarianie, tacy jak Thomas Sowell i Paul Ryan, zwracają uwagę, że ważniejsza od równości dochodów jest równość szans w USA, w szczególności w porównaniu do innych rozwiniętych krajów, takich jak kraje zachodniej Europy.
Wysoka ruchliwość społeczna, czyli intensywne przemieszczanie się jednostek między grupą najlepiej, średnio i gorzej zarabiających może powodować, że duże nierówności dochodowe stają się nieistotne z powodu wyrównywania się średnich dochodów w ciągu całego życia, oraz że najwyższe dochody są osiągalne również dla najuboższych, ale ambitnych. Według Sowella ruchliwość w USA jest bardzo wysoka. Stwierdza, że większość ludzi, który w 1975 byli wśród 20% najmniej zarabiających, znalazło się w którymś momencie swojego życia wśród 20% najwięcej zarabiających. Thomas A. Garrett cytuje badania Departamentu Skarbu, mówiące, że tylko 40% z tych, którzy w 1996 byli w 1% najlepiej zarabiających, pozostała w nim w 2005. Tylko 25% z tych, którzy w 1996 byli w 0,01% najlepiej zarabiających, pozostała wśród 0,01% w 2005.
Inne badania nie potwierdzają jednak wysokiej ruchliwości. Krugman cytuje badania Urban Institute i Departamentu Skarbu, mówiące, że około połowa gospodarstw znajdujących się w najwyższych 20% lub najniższych 20%, pozostaje w tym samym miejscu po dekadzie. Zaledwie 3% do 6% przechodzi z najwyższych 20% do najniższych lub na odwrót. Określa, że „wiele osób, które mają roczny dochód powyżej 1 miliona dolarów, wypada z tej kategorii po roku, ale wynika to z tego, że ich dochód zmniejsza się np. z 1,05 miliona do 0,95 miliona, a nie z tego, że stają się znów klasą średnią”.
Badania możliwości pokoleniowej zmiany klasy, gdy dzieci rodziców należących do klasy biednej lub średniej przechodzą do wyższej, pokazały, że jest ona mniejsza niż w innych rozwiniętych krajach. Około 42% dzieci rodziców należących do najbiedniejszych 20% pozostaje w tej samej grupie po osiągnięciu dorosłości. W Wielkiej Brytanii dzieje się tak w 30% przypadków, a w Danii w 25%. Prezes Rady Doradców Ekonomicznych USA Alan B. Krueger pokazał występującą w wielu krajach korelację między nierównością i „elastycznością międzypokoleniową” – prawdopodobieństwem, że ktoś odziedziczy ekonomiczną pozycję swoich rodziców. Najprostszą przyczyną takiego stanu są większe różnice pomiędzy kolejnymi grupami społecznymi, sprawiające, że przejście do wyższej grupy wymaga większego zwiększenia dochodów. Istnieją też jednak inne przyczyny: brak dostępu uboższych do lepszych (i droższych) szkół czy brak wystarczającej opieki medycznej.